# Thomas Henry Ashton
Thomas Henry Ashton, né le 18 juillet 1958 est un parlementaire, ministre, issu de la noblesse britannique.
De juillet 2016 à juillet 2019, il est sous-secrétaire d'État parlementaire au département du Numérique, de la Culture, des Médias et du Sport dans le gouvernement May.
De 2019 à 2022, il est whip en chef à la Chambre des lords.

## Carrière
D'ascendance noble,, il étudie au Collège d'Eton et est diplômé du Trinity College d'Oxford. Ashton sert ensuite dans l'Armée britannique au King's Royal Hussars en tant qu'officier au rang de lieutenant.
Assureur du Lloyd's of London et membre du Parti conservateur, il succède au titre à la mort de son père, le 3e baron en 2008, et est élu pair héréditaire depuis 2011 à la Chambre des lords.
Le premier ministre Cameron le nomme « Lord-in-Waiting » en 2014, puis le baron Ashton est nommé ministre chargé du Numérique, de la Culture, des Médias et du Sport par la première ministre May entre 2016 et 2019.